# كيراتين الشعر
كيراتين الشعر (بالإنجليزية: Hair keratin)‏ هوَ أحد أنواع الكيراتين الموجودة في الشَعر وَالأظافر. هُناك نوعين من كيراتين الشَعر، وهيَ:
- كيراتين الشعر من النمط الأول (حمضي):
  - كيراتين الشعر من النمط الأول 1، KRT31.
  - كيراتين الشعر من النمط الأول 2، KRT32.
  - كيراتين الشعر من النمط الأول 3A‏، KRT33A.
  - كيراتين الشعر من النمط الأول 3B‏، KRT33B.
  - كيراتين الشعر من النمط الأول 4، KRT34.
  - كيراتين الشعر من النمط الأول 5، KRT35.
  - كيراتين الشعر من النمط الأول 6، KRT36.
  - كيراتين الشعر من النمط الأول 7، KRT37.
  - كيراتين الشعر من النمط الأول 8، KRT38.
- كيراتين الشعر من النمط الثاني (قاعدي):
  - كيراتين الشعر من النمط الثاني 1، KRT81.
  - كيراتين الشعر من النمط الثاني 2، KRT82.
  - كيراتين الشعر من النمط الثاني 3، KRT83.
  - كيراتين الشعر من النمط الثاني 4، KRT84.
  - كيراتين الشعر من النمط الثاني 5، KRT85.
  - كيراتين الشعر من النمط الثاني 6، KRT86.